# 克羅利卡尼亞宮

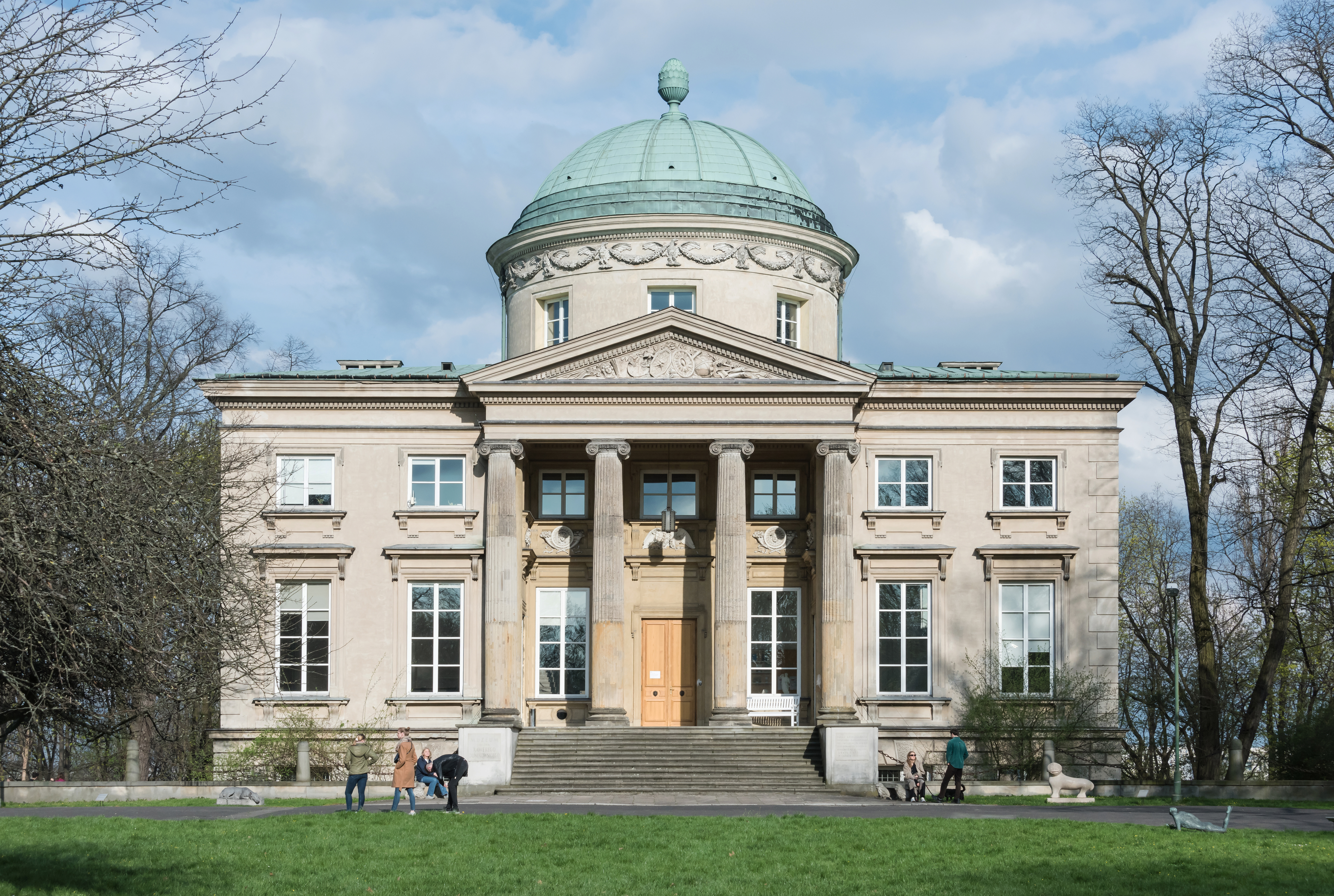
克羅利卡尼亞宮

克羅利卡尼亞宮（Królikarnia）是波蘭首都華沙的一座歷史建築，位於莫科托夫區。自1965年開始，這座建築被用作博物館。該建築在波蘭語中意為兔宮，因歷史上這裡曾用來飼養兔子。

## 外部連結
维基共享资源上的相關多媒體資源：克羅利卡尼亞宮
- Królikarnia Museum （页面存档备份，存于）

52°11′20.4″N 21°1′42.5″E / 52.189000°N 21.028472°E